# Sint-Margaretakerk (Boksum)
De Sint-Margaretakerk is een kerkgebouw in Boksum in de Nederlandse provincie Friesland.

## Geschiedenis
De kerk, oorspronkelijk gewijd aan Margaretha (Sint Margriet), is een eenbeukige kerk met steunberen en een vijfzijdig geslotenkoor. De kerk met 12e-eeuws tufsteen werd in de 14e-16e eeuw vergroot en verhoogd. In de nacht van 5 op 6 februari 1843 stortte de middeleeuwse zadeldaktoren in. De herbouwde kerktoren van vier geledingen met ingesnoerde naaldspits werd in 1879 ommetseld. De in 1885 dichtgemetselde noordingang heeft een spitsboogomlijsting met halfronde colonnetten.
Het interieur wordt gedekt door een houten tongewelf. In de kerk bevindt zich een overhuifde herenbank (1661) van de familie Glinstra-Bouricius en een herenbank uit 1826. De preekstoel en het doophek dateren uit midden 17e eeuw. Er is een gedenkbord (in 1856 vernieuwd) voor de gevallenen in de slag bij Boksum (1586). In een nis aan de bovenzijde is Claudius Ptolemaeus met een aardbol afgebeeld. Bij de restauratie in 2002 werd een piscina ontdekt.
Het kerkgebouw is een rijksmonument en is eigendom van de Stichting Alde Fryske Tsjerken.

## Het orgel
Het orgel uit 1675 is gemaakt door Jan Harmens Camp en in 1728 door Jan Franssen uitgebreid met een Rugwerk. Lambertus van Dam vernieuwde in 1798 het binnenwerk met gebruikmaking van een gedeelte van het oude pijpwerk. In de 19e eeuw werden kleine reparaties en wijzigingen uitgevoerd door Willem Hardorff en Willem van Gruisen. In 1918 werd een grondige verbouwing uitgevoerd door Bakker & Timmenga. In 2013 werd het orgel gerestaureerd door de firma Pels & Van Leeuwen. Daarbij is de bestaande situatie zoveel als mogelijk geoptimaliseerd.

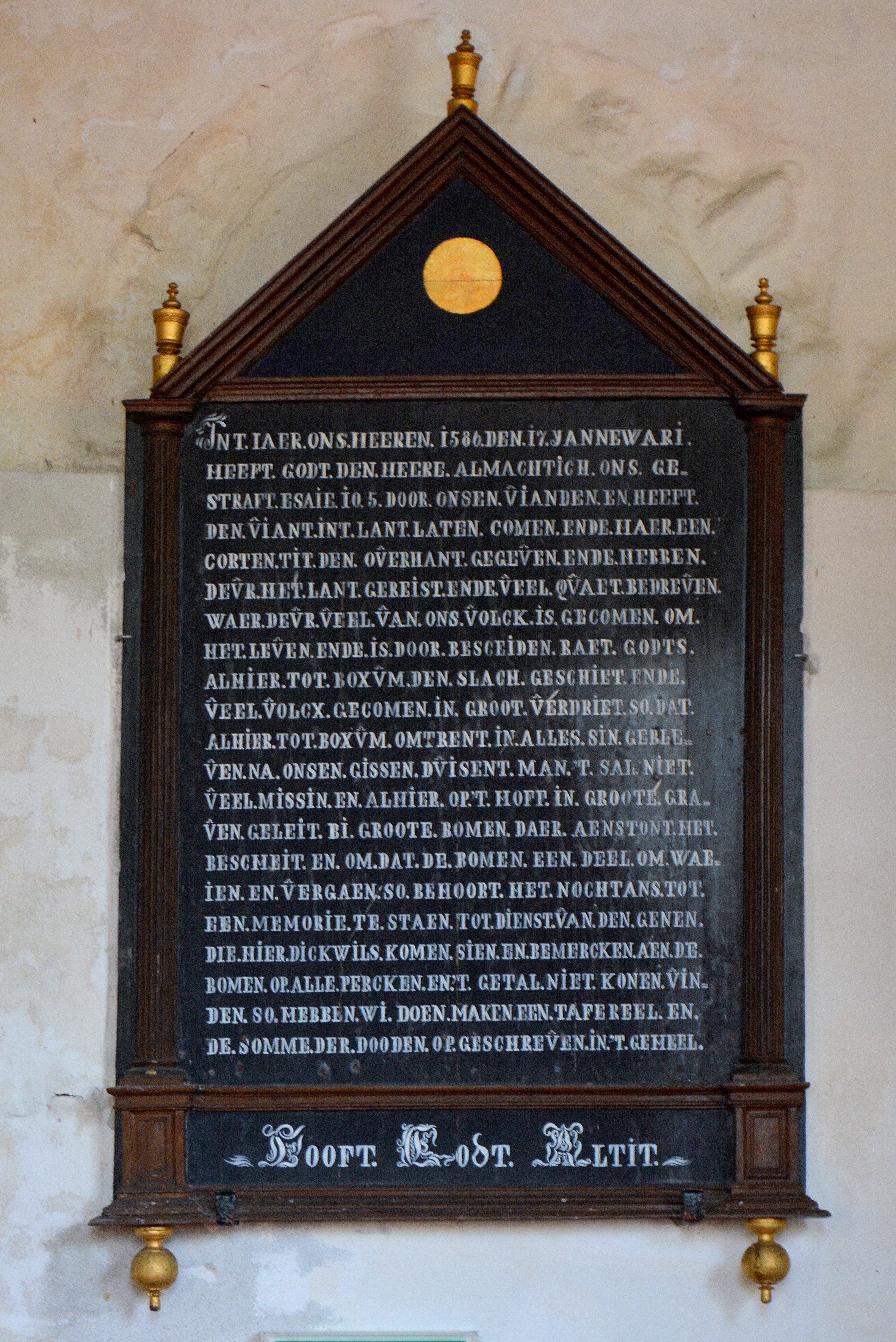
Gedenkbord Slag bij Boksum
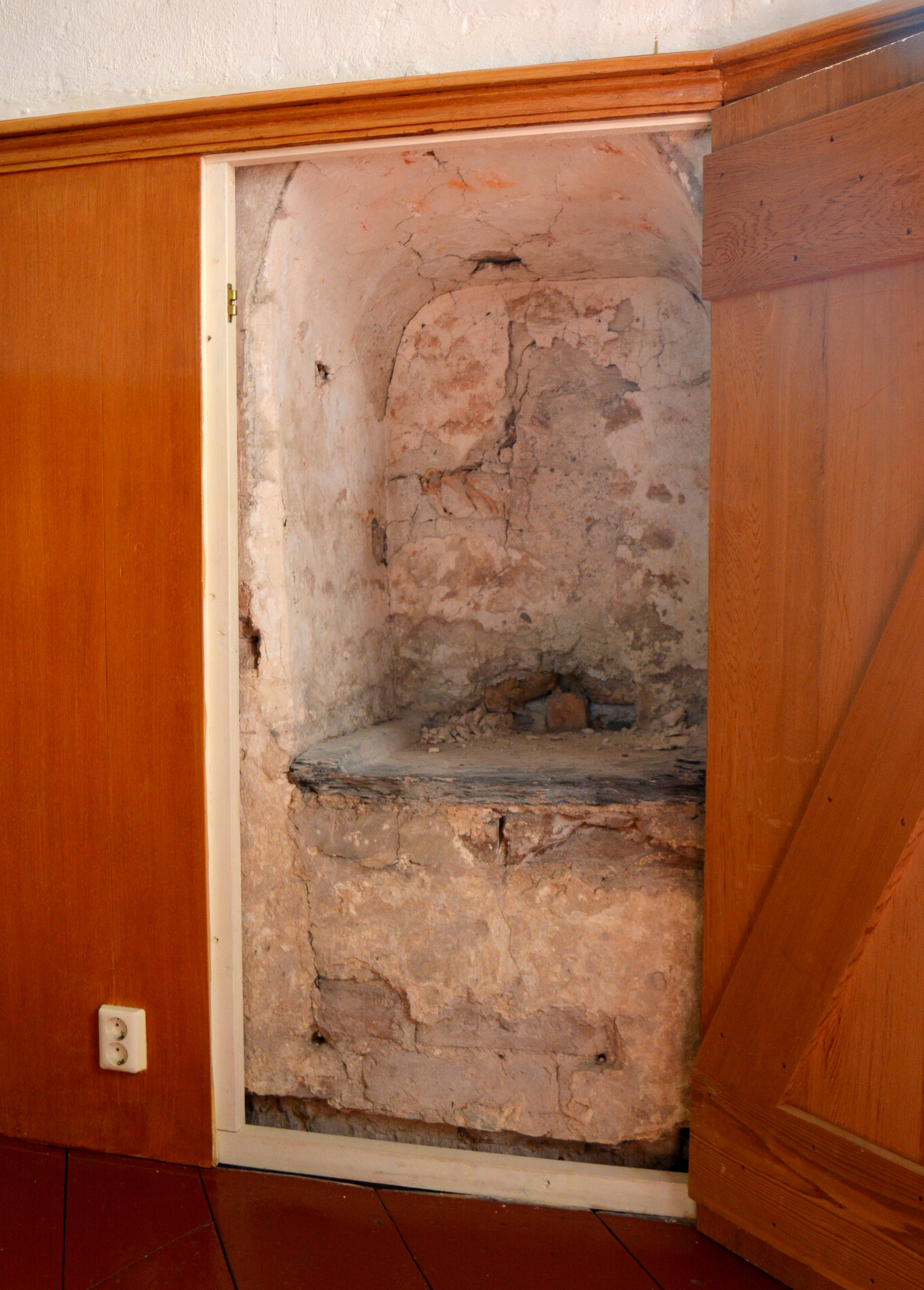
Piscina
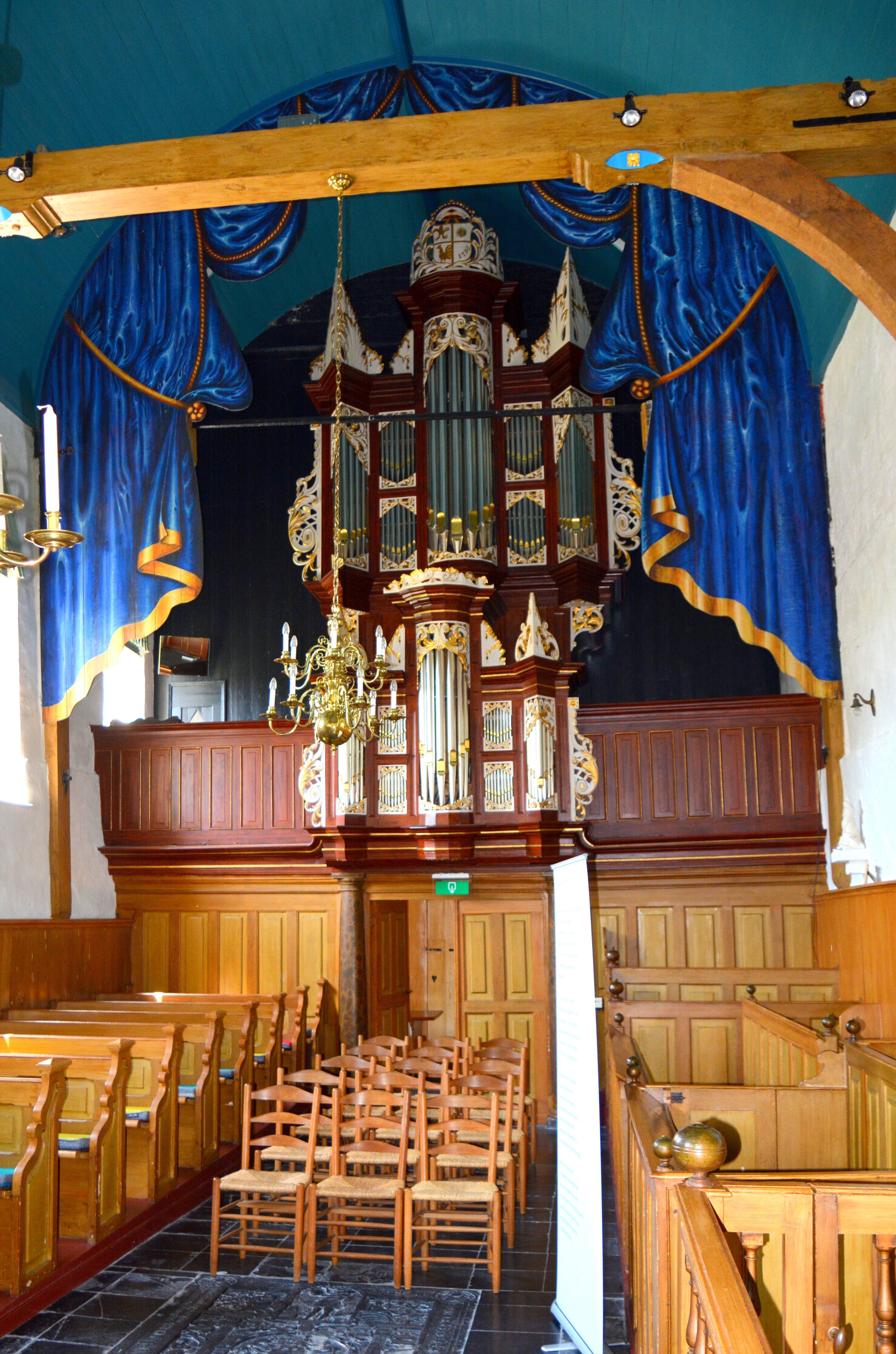
Interieur met orgel